# La primera salida
La primera salida es un cuadro del pintor francés Pierre-Auguste Renoir. Está realizado al óleo sobre lienzo. Mide 65 cm de alto y 49,5 cm de ancho. Fue pintado entre 1876 y 1877. Se encuentra en la National Gallery de Londres.
Se describe en este cuadro la emoción y la vida social que representaba un teatro de ópera en la época. La mitad derecha está dedicada a dos jovencitas que, desde la intimidad de su palco, contemplan la actividad en los otros palcos, que se desarrolla en la mitad izquierda de la pintura.
Su clara piel juvenil y el cabello pelirrojo contrasta con el sombrero azul y el vestido de color oscuro.